# Sminthopsis hirtipes
Sminthopsis hirtipes is een roofbuideldier uit het geslacht van de smalvoetbuidelmuizen. De wetenschappelijke naam van de soort werd voor het eerst geldig gepubliceerd door Oldfield Thomas in 1898.

## Kenmerken
De bovenkant van het lichaam is geel- tot grijsbruin, de flanken zijn goudbruin en de onderkant is wit. De voeten zijn bedekt met fijne zilverkleurige haren. De lichtroze, spaarzaam behaarde staart is wat langer dan de kop-romp en is soms opgezwollen bij de wortel. De kop-romplengte bedraagt 72 tot 85 mm, de staartlengte 75 tot 95 mm, de achtervoetlengte 16 tot 19 mm en het gewicht 13 tot 19 g.

## Leefwijze
Deze soort eet geleedpotigen en kleine reptielen en gebruikt holen, die meestal door andere dieren gebouwd zijn. In oktober zijn er jongen in de buidels van vrouwtjes gevonden; jonge dieren zijn tot in april gevonden.

## Voorkomen
De soort komt voor in allerlei habitats in de droge binnenlanden van Australië van Kalbarri aan de kust van West-Australië tot het uiterste westen van Queensland. Deze soort komt meer naar het zuiden voor dan zijn verwant S. youngsoni.
Sminthopsis aitkeni · Sminthopsis archeri · Sminthopsis bindi · Sminthopsis boullangerensis · Sminthopsis butleri · Dikstaartsmalvoetbuidelmuis (Sminthopsis crassicaudata) · Sminthopsis dolichura · Sminthopsis douglasi · Sminthopsis froggatti · Sminthopsis fuliginosus · Sminthopsis gilberti · Sminthopsis granulipes · Sminthopsis griseoventer · Sminthopsis hirtipes · Sminthopsis leucopus · Sminthopsis macroura · Gewone smalvoetbuidelmuis (Sminthopsis murina) · Sminthopsis ooldea · Sminthopsis psammophila · Sminthopsis stalkeri · Sminthopsis virginiae · Sminthopsis youngsoni